# La canción de los bandidos
La canción de los bandidos (en hangul, 도적: 칼의 소리; en hanja, 盜賊: 칼의 소리; romanización revisada, Dojeok: Kar-ui sori; literalmente, «Ladrón: el sonido de la espada») es una serie de televisión surcoreana dirigida por Hwang Jun-hyeok y protagonizada por Kim Nam-gil, Seohyun, Yoo Jae-myung, Lee Hyun-wook y Lee Ho-jung. Se estrenará en la plataforma Netflix el 22 de septiembre de 2023.

## Sinopsis
Ambientada en la década de 1920, el drama de acción de época gira en torno a los coreanos que se reunieron en Gando, una tierra de anarquía en aquella época, hoy parte del noreste de China, para proteger sus hogares durante el dominio colonial japonés de 1910-45. El ejército japonés, las fuerzas independentistas, los contratistas, los magos y los coreanos que han sido despojados de sus hogares y emigraron se enfrentan entre sí con diferentes propósitos.

## Reparto

### Principal
- Kim Nam-gil como Lee Yoon, un exsoldado japonés que abandona la capital y va a Gando, donde ve la violencia que ejercen las bandas de forajidos y se convierte en un ladrón que protege la tierra y la gente.[6][7]
- Seohyun como Nam Hee-shin, la directora de la oficina de ferrocarriles del Gobierno General Japonés de Corea que ha ocultado su verdadera identidad.[8][9]
- Yoo Jae-myung como Choi Chung-soo, un terrateniente coreano en Gando que años antes había mandado una unidad del ejército independentista involucrada en actividades de resistencia.[1]
- Lee Hyun-wook como Lee Kwang-il, un oportunista oficial militar japonés, de origen étnico coreano, que fue el amo y después amigo de Lee Yoon, aunque ahora son rivales.[10]
- Lee Ho-jung como Eon Nyeon-i, la hija de un campesino que empuñó las armas para vengarse de la persona que mató a sus padres y se convirtió en una asesina profesional; va a Gando después de recibir el encargo de matar a Lee Yoon.[11]

### Secundario
- Kim Seol-jin como Kimura, un bandido.[12]
- Lee Jae-gyun como Chorang, un bandido experto en el uso del hacha.[13][14]
- Kim Do-yoon como Kang San-gun, que pasa de ser el mejor cazador de tigres a un bandido que protege la tierra de Gando.[15][16]
- Cha Yeop como Geum-su, un bandido.[16]
- Cha Chun-hwa como Kim Seon-bok, una traficante de armas que fue compañera de esclavitud de Lee Yoon.[17]
- Yoo Sung-woo.
- Song Hoon como el vicecónsul.
- Ko Kyu-pil como Han Tae-ju, un soldado japonés a las órdenes de Lee Kwang-il, que no logra adaptarse a la organización militar japonesa, y causa problemas por ello.[18]
- Park Sang-won como Ishida, un soldado japonés de la 19.ª división.[19]
- Han Gyu-won como Jang Ki-ryong, el temido jefe de una banda de Gando del Norte que acosa al ejército independentista bajo la protección del ejército japonés.[20]
- Kim Min como Jin-san, un miembro del grupo de forajidos mandado por Jang Ki-ryong.[21]
- Park Gwang Jae como Heuk Dong, un miembro del grupo de forajidos mandado por Jang Ki-ryong.[22]
- Kim Hak-sun como el jefe de departamento Ji.

## Producción
En la serie colaboran el guionista Han Jeong-hoon y el director Hwang Jun-hyeok, como ya habían hecho en Bad Guys: City of Evil y Squad 38, aunque con el segundo como productor y no director. El título tiene un doble significado: se refiere tanto a 'ladrón' como a 'sonido de la espada' (刀 嚁) .
El reparto se anunció en marzo de 2022.
En agosto de 2022 el cronograma de rodaje de la serie se tuvo que modificar debido a las fuertes lluvias. Simultáneamente se produjo el positivo por covid-19 de Seohyun, que debió cancelar no solo su presencia en aquel sino además todos sus compromisos con Girl's Generation. El 2 de febrero de 2023 concluyó el rodaje y comenzó la posproducción. El 25 de agosto del mismo año se anunció la fecha del estreno y se difundieron un tráiler y un cartel de la serie. El 4 de septiembre Netflix publicó veinte fotogramas para la prensa, y dos días después lanzó el tráiler principal y los carteles de personajes.El 19 se presentó la producción en un hotel de Seúl.

## Banda sonora original
La banda sonora original de la serie, compuesta por cinco temas cantados en inglés, se publicó el 22 de septiembre de 2023.
| Parte | Título        | Letra                                        | Música                                       | Artista       | Dur. | Ref.          |
| ----- | ------------- | -------------------------------------------- | -------------------------------------------- | ------------- | ---- | ------------- |
| 1     | «Bandit»      | Jay Kim, Kim Beomju, Kim Sihyeok             | Jay Kim, Kim Beomju, Kim Sihyeok             | Taeil         | 3:23 | [ 29 ] [ 30 ] |
| 2     | «Hitman»      | Jay Kim, Kim Beomju, Kim Sihyeok, Nam Gimoon | Jay Kim, Kim Beomju, Kim Sihyeok, Nam Gimoon | Seori         | 3:42 | [ 29 ] [ 30 ] |
| 3     | «Sad Hitman»  | Jay Kim, Kim Beomju, Kim Sihyeok             | Jay Kim, Kim Beomju, Kim Sihyeok             | Seori         | 4:02 | [ 29 ] [ 30 ] |
| 4     | «Sad Waltz»   | Jay Kim                                      | Jung Min Kyung, Hwang Myeong Heum            | Karina        | 3:49 | [ 29 ] [ 30 ] |
| 5     | «I'm Leaving» | Jay Kim                                      | Jung Min Kyung, Hwang Myeong Heum            | Jeonghum Band | 3:23 | [ 29 ] [ 30 ] |